# Leben und Tod des Kenneth Glöckler
Leben und Tod des Kenneth Glöckler je disstrack německého rappera Bushida proti jeho bývalému společníkovi rapperovi Prince Kay One. Vyšel 22. listopadu 2013 na YouTube jako hudební video.

## Pozadí
Kay One byl podle smlouvy mezi roky 2007 a 2012 u Bushidovy nahrávací společnosti Ersguterjunge. V této době zveřejnil svoje první dvě sólová alba Kenneth allein zu Haus a Prince of Belvedair a společné album s Bushidem a Flerem, Berlins Most Wanted. Současně doprovázel Bushida na jeho tour jako Backup-rapper. V dubnu 2012 se Bushidovi a Kay Onovi cesty rozešly. Ve Stuttgartu Kay One rozvázal svou smlouvu s Ersguterjunge. Jako spínač sporu se pro obě strany stalo vymazání videí od Kay Ona z Bushidova kanálu na Youtube. K tomu si Bushido v dubnu 2012 nechal patentovat umělecké jméno Kay One, proto se Kay One ve svých následujících publikacích objevuje pod pseudonymem „Prince Kay One“.
1. srpna 2013 zveřejnil Kay One song Nichts als die Wahrheit, ve kterém vyjádřil svůj postoj k rozchodu s Bushidem a Ersguterjunge. Současně s tím se v médiích, především ve Sternu, kriticky diskutovalo o Bushidově zapletení se s klanem Abou-Chaker. Kay One se k tomu vyjádřil v časopisu Stern a 9. října 2013 pak v televizní verzi Stern TV, kterou vysílá RTL. Potvrdil zde své předešlé tvrzení, že rodina Abou-Chaker funguje na mafiánský způsob a Bushida označil za jejich otroka. K tomu ještě dodal, že dlouhodobě psal Bushidovi texty. Na základě těchto vyjádření měl Kay One svědčit před soudem proti berlínské rodině Abou-Chaker a byl proto z rozhodnutí Státního kriminálního úřadu (LKA) vzat do osobní ochrany.
Koncem října 2013 oznámil Bushido přes sociální sítě Twitter a Instagram devítiminutový disstrack. Ještě předtím ale Bushido slovně napadl Kay One v mediálně kontroverzní písní Stress ohne Grund od Shindyho. 14. listopadu 2013 bylo nahráno desetiminutové informační video k disstracku, ve kterém Bushido mimo jiné apeloval na Kay Onovo mužství a vyzval ho, aby za pomoci svých právníků nechal video Leben und Tod des Kenneth Glöckler vymazat z Youtube. Potom co se Bushido v tomto videu vyjádřil k novinovým portálům jako Stern TV, Der Spiegel, Bild, N24 a RTL, ale i BZ, reagoval následující den časopis Bild. Bild toto video pojmenoval jako „chatrný desetiminutový útok lůzy“ a vzhledem k délce se vyjádřil, že „aspoň polovina diváků se únavou praštila o klávesnici.“

## Obsah
Text pojednává o vztahu mezi umělci Bushido a Kay One. Na základě vystoupení Kaye a jeho výroků v Stern TV ho Bushido označil za lháře, který porušil „kodex cti“. Zároveň mu vyčítá, že bez něho by pro média nebyl vůbec zajímavý. Dále Bushido zpracovává jeho uměleckou kariéru, ve které se Kay One zachoval neloajálně ke své bývalé rapové skupině Chablife a obzvláště k členovi Jaysus, dřívějšímu šéfovi Royal-Bunker Marcusovi Steinerovi a Eko Freshovi. Těmto jmenovaným osobám je také song Leben und Tod des Kenneth Glöckler věnovaný.
Dále je v songu řešena i Kay Onova finanční situace za doby Ersguterjunge. Podle Bushida si Kay One „žil jako král“ a se svým albem Prince of Belvedair si vydělal minimálně 400.000 eur. Na albu se také podílel rapper Shindy, který psal Kayovi texty a nedostal za to zaplaceno. Sám Bushido dříve zaplatil dluhy Kayovi matky. V písni je jedním z témat také vztah Kaye k Arafatovi Abou-Chaker (ten ve videu hraje sám sebe) a zároveň i vztah k jeho rodině.
Kromě Kaye je v Leben und Tod des Kenneth Glöckler kritizován jeho nevlastní otec a manager, Oliver Brodowski, ale i jeho spolupracovník, zpěvák Emory. Německo-italského baviče Cosimo Citiolo označil Bushido za „klauna“. Krom toho, Bushido tvrdí, že měl Kay One znásilnit jednu zpěvačku ze skupiny Bisou.
Píseň také obsahuje popkulturní narážky na americkou filmovou komedii Malibu's Most wanted, amerického rappera Nelly, na Kayův a Bushidův společný hit Style & das Geld, Kayovi písně Champagne for Pain a V.I.P., německého módního návrháře Haralda Glööckler, podnikatele a reality hvězdu Roberta Geisse, ale i zpěváka z Culcha Candela, Mateo Jaschika, který byl předchůdcem Kaye jako porotce v pořadu Německo hledá superstar.

## Produkce
Hudba je od producentů Beatzarre, Djorkaeff, Lukase Möllera a Bushida. Song obsahuje sampler z písně Dimmu Borgir od norské dark metalové skupiny Dimmu Borgir.

## Videoklip
Videoklip měl premiéru 22. listopadu 2013. Trvá 11:24 minut, z čehož píseň je dlouhá 9:57 minut. Produkci videa si na starost vzala kolínská firma Streetcinema.
Video získalo jen několik hodin po zveřejnění vysokou pozornost. K disstracku se vyjádřilo mnoho rapperů a video zaznamenalo do 7 hodin po svém zveřejnění milión zhlédnutí a do 24 hodin to bylo už přes dva milióny. 18. prosince 2013 – 26 dní po zveřejnění – překročilo číslo zhlédnutí na Youtube 10 milionů.
Na začátku je ukázán, jak turecký herec (Semih Tuna), který hraje Kaye, vstupuje do pokoje s prostitukou. Ta zapíná televizi, na které je Bushido. Krátce potom přicházejí dva muži a Kaye srazí k zemi, uspí a unesou. Potom začíná Bushido rapovat. V pozadí jsou k vidění čistě bílé plochy nebo hořící dřevěné sochy na šrotovišti. Objevují se zde také ukázky z hudebních klipů, nebo jiných videí. Ve videu jsou vedle Bushida a Kaye k vidění i další osobnosti rapu. Video končí s tím, že Kayův dublér je vyfocen s časopisem Bild a zastřelen.

## Kritika
Reakce médií na Leben und Tod des Kenneth Glöckler byla vcelku pozitivní. Online redakce časopisu Vice, která ve stejném roce silně kritizovala píseň Stress ohne Grund od Bushida a Shindyho, vychvalovala text písně, který je „pádní, srozumitelný a pochopitelný“ a zhodnotila slovy: “Samozřejmě je to jednostranné ztvárnění, ale je jedno jaký má člověk postoj k Bushidovi. Kay One z toho vychází jako největší kretén na světě.“ V souvislosti s cílem disstracku „zničit“ umělce se Vice domnívá, že se to „jako rapperovi“ mohlo podařit, ale mohl by to být i prospěch pro Kay Ona a televizi RTL, který by pak z písně mohli profitovat.
Die Welt označil píseň za „epickou“ a potvrdil „podle rapové techniky“, že je to „na jeho poměry nezvykle dobrá kvalita“. Přesto vyjádřil pochybnost o skandálu, který píseň může vyvolat. Podle Tagesspiegel je filmové zpracování v hip-hopové scéně nic neobvyklého. Internetová stránka 16bars.de zařadila Leben und Tod des Kenneth Glöckler do skupiny německých disstracků jako Das Urteil (Kool Savas), Samy De Bitch (Azad), Die Abrechnung (Eko Fresh) nebo Fanpost (Kollegah). Zatímco internetový magazín laut.de poznamenal, že píseň „nepřinesla na světlo žádné nové odhalení“.
Den po zveřejnění desetiminutového informačního videa, ve kterém byl oznámen diss, předal časopis Bild 15. listopadu 2013 Bushidovi fiktivní cenu za „příšerně nudné video“.
V disstracku Bushido tvrdil, že měl Kay One mít orální sex s transsexuálním bavičem Lorielle London. Bild.de se samozřejmě optal a London odpověděl: „Je to nesmysl, viděl jsem ho tehdy jen jednou na červeném koberci. Je to špatný vtip.“

## Reakce jiných umělců
Několik hodin po zveřejnění disstracku Leben und Tod des Kenneth Glöckler se Kay One vyjádřil na Facebooku. Označil Bushida za „kazatele nenávisti“ a obvinil ho ze lži. Napsal také, že se k tomuto tématu už nebude vyjadřovat. Emory byl zklamán z „neuctivé“ urážky rappera Bushida.
V písni zmiňované umělci Eko Fresh, Jaysus a bývalý člen Overgreoundu Akay Kayed potvrdili, stejně tak i Marcus Staiger, Bushidova tvrzení. Rappeři Sido, Sinan-G, JokA, Bass Sultan Hengzt, MoTrip, Elmo, Jalil a Basti z Trailerpark se k písni vyjádřili pozitivně. V rámci festivalu Mile of Style 2013 označil rapper Weekend, který se nepovažuje za žádného Bushidova fanouška, Leben und Tod des Kenneth Glöckler za vrchol roku 2013. I King Orgasmus One a hip-hopová skupina 257ers hodnotila píseň jako pozitivní.